# Berry Powel
Berry Leroy Powel (Utrecht, 2 mei 1980) is een voormalig Nederlands profvoetballer en die bij voorkeur in de aanval speelde. Powel beëindigde in 2014 zijn profcarrière, maar bleef nog actief op de amateurvelden. In 2021 speelde Powel bij Roda '46.
In 2024 is hij technisch manager bij De Graafschap.

## Loopbaan
Powel begon met voetballen bij Quick 1890 en vervolgde zijn carrière bij de amateurs van RODA '46. Hij werd gescout door FC Den Bosch en maakte daarvoor in 2003 zijn debuut in het eerste elftal. In zijn eerste seizoen trof Powel negen maal doel in 26 wedstrijden in de Eerste divisie. Hij werd met zijn team kampioen en promoveerde naar de Eredivisie, waar hij in 29 wedstrijden twee doelpunten maakte. FC Den Bosch degradeerde weer naar de Eerste divisie, waarna onder andere Koen van de Laak, Jochen Janssen, Mourad Mghizrat en Dennis Schulp vertrokken bij FC Den Bosch. Powel werd hierdoor het aanspeelpunt in de voorhoede van de club.
Na 24 wedstrijden en negentien doelpunten in het seizoen 2005/2006 vertrok Powel naar Millwall FC, waar hij twee minuten na zijn debuut de gelijkmaker maakte tegen Cardiff City FC. Nadat Millwall degradeerde naar de Football League One tekende Powel in augustus een contract voor drie seizoenen bij De Graafschap. Na anderhalf seizoen daar verkaste hij in december 2008  naar FC Groningen, waarvoor hij één seizoen speelde.
Powel tekende vervolgens een contract tot medio 2010 bij ADO Den Haag. Op 1 september 2009 werd niettemin bekendgemaakt dat hij voor de rest van het seizoen werd verhuurd aan De Graafschap. ADO Den Haag en de spits kwamen overeen per 26 juli 2010 zijn nog doorlopende contract te verscheuren, nadat in de voorbereiding op het nieuwe seizoen duidelijk werd dat hij niet voor het basiselftal in aanmerking kwam.
De clubloze speler koos voor het Spaanse avontuur door een eenjarig contract aan te gaan bij Gimnàstic de Tarragona, dat uitkomt in de Segunda División A.  De ploeg kende een moeilijk seizoen 2010-2011, maar o.a. dankzij de elf doelpunten van de Nederlander kon de club zich op de voorlaatste speeldag redden. Na een blessure raakte hij begin 2012 in conflict met zijn werkgever die zijn contract wilde verbreken. Op 7 mei 2012 werd bekend dat Powel het seizoen afmaakt bij Huracán Valencia CF uit de Segunda División B. Hij kwam alleen als invaller in actie tijdens beide eerste ronde play-off wedstrijden om promotie tegen Lucena CF die beiden in 0-0 eindigden en waarna Huracán na strafschoppen, waarbij Powel en een teamgenoot misten, uitgeschakeld werd. In juni 2012 tekende hij voor twee seizoenen bij Elche CF waarmee hij naar de Primera División promoveerde. In augustus 2013 liet hij zijn contract bij Elche ontbinden.
Sinds eind februari 2014 kwam Powel uit voor Roda JC Kerkrade. Met die club degradeerde hij op zaterdag 3 mei 2014 naar de Eerste divisie. Hierna kwam zijn profloopbaan ten einde en ging hij nog spelen als amateur voor Kozakken Boys. In 2015 won hij met Kozakken Boys de Topklasse Zaterdag en het kampioenschap bij de zaterdagamateurs. De strijd om het algemeen amateurkampioen werd verloren van FC Lienden. In 2016 plaatste Powel zich met Kozakken Boys voor de nieuwe tweede divisie. Halverwege het seizoen 2016/17 maakt Powel op huurbasis de overstap naar derde divisionist IJsselmeervogels, werd kampioen, en maakte voor het seizoen 2017/18 definitief de overstap. In het seizoen 2018/19 kwam Powel uit voor DVS '33 Ermelo en vanaf het seizoen 2019/20 speelt hij voor GVVV. Daar leek het in augustus 2020 tot een breuk te komen maar toen Powel geen nieuwe club vond, ging hij verder in het tweede team. Eind september keerde hij terug bij het eerste team maar het seizoen stopte snel daarna vanwege de Coronacrisis. Medio 2021 verliet Powel GVVV en tekende hij een contract bij Roda '46.

## Statistieken
| Seizoen | Club                   | Competitie          | Duels | Goals |
| ------- | ---------------------- | ------------------- | ----- | ----- |
| 1998/00 | RODA '46               | Derde klasse        | -     | -     |
| 2000/03 | RODA '46               | Tweede klasse       | -     | -     |
| 2003/04 | FC Den Bosch           | Eerste divisie      | 26    | 9     |
| 2004/05 | FC Den Bosch           | Eredivisie          | 29    | 2     |
| 2005/06 | FC Den Bosch           | Eerste divisie      | 24    | 19    |
| 2005/06 | Millwall               | Football League One | 12    | 1     |
| 2006/07 | De Graafschap          | Eerste divisie      | 36    | 29    |
| 2007/08 | De Graafschap          | Eredivisie          | 22    | 6     |
| 2007/08 | FC Groningen           | Eredivisie          | 12    | 4     |
| 2008/09 | FC Groningen           | Eredivisie          | 15    | 1     |
| 2008/09 | ADO Den Haag           | Eredivisie          | 16    | 1     |
| 2009/10 | ADO Den Haag           | Eredivisie          | 3     | 0     |
| 2009/10 | → De Graafschap (huur) | Eerste divisie      | 29    | 15    |
| 2010/11 | Gimnàstic de Tarragona | Segunda División A  | 40    | 11    |
| 2011/12 | Gimnàstic de Tarragona | Segunda División A  | 20    | 9     |
| 2011/12 | Huracán Valencia CF    | Segunda División B  | 0     | 0     |
| 2012/13 | Elche CF               | Segunda División A  | 23    | 3     |
| 2013/14 | Heracles Almelo        | Eredivisie          | 4     | 0     |
| 2013/14 | Roda JC Kerkrade       | Eredivisie          | 7     | 1     |
| 2014/15 | Kozakken Boys          | Topklasse           | 29    | 17    |
| 2015/16 | Kozakken Boys          | Topklasse           | 9     | 6     |
| 2016/17 | Kozakken Boys          | Tweede divisie      | 15    | 10    |
| 2016/17 | VV IJsselmeervogels    | Derde divisie       | 14    | 19    |
| 2017/18 | VV IJsselmeervogels    | Tweede divisie      | 26    | 7     |
| 2018/19 | DVS '33 Ermelo         | Derde divisie       | 27    | 6     |
| 2019/20 | GVVV                   | Tweede divisie      | 23    | 12    |
| 2020/21 | GVVV                   | Tweede divisie      | 2     | 0     |
| Totaal  | Totaal                 | Totaal              | 463   | 188   |

Bijgehouden t/m 20 maart 2021.